# Sun Prairie
Sun Prairie ist eine Stadt (mit dem Status „City“) im Dane County im US-amerikanischen Bundesstaat Wisconsin. Das U.S. Census Bureau ermittelte bei der Volkszählung 2020 eine Einwohnerzahl von 35.967.
Sun Prairie ist Bestandteil der Metropolregion Madison.

## Geografie
Sun Prairie liegt im mittleren Süden Wisconsins, im nordöstlichen Vorortbereich von dessen Hauptstadt Madison. Der am Mississippi gelegene Schnittpunkt der drei Bundesstaaten Wisconsin, Iowa und Illinois liegt 164 km südwestlich.
Die geografischen Koordinaten von Sun Prairie sind 43°11′01″ nördlicher Breite und 89°12′49″ westlicher Länge. Das Stadtgebiet erstreckt sich über eine Fläche von 31,73 km².
Das Zentrum des südwestlich an das Stadtgebiet von Sun Prairie angrenzende Madison ist 21,7 km entfernt. Weitere Nachbarorte sind Columbus (24,5 km nordöstlich), Marshall (12,7 km östlich), Cottage Grove (12,8 km südlich), Windsor (16,2 km westnordwestlich) und DeForest (16,8 km in der gleichen Richtung).
Die neben Madison nächstgelegenen weiteren Großstädte sind Green Bay (198 km nordöstlich), Milwaukee (117 km östlich), Chicago (234 km südöstlich) und Rockford (116 km südlich).

## Verkehr
Der vierspurig ausgebaute U.S. Highway 151 verläuft in Nordost-Südwest-Richtung durch Sun Prairie. Der Wisconsin State Highway 19 führt von West nach Ost durch das Stadtgebiet von Sun Prairie. Alle weiteren Straßen sind untergeordnete Landstraßen, teils unbefestigte Fahrwege sowie innerörtliche Verbindungsstraßen.
Von Nordost nach Südwest verläuft durch Sun Prairie eine Eisenbahnstrecke der Wisconsin and Southern Railroad, einer regionalen (Class II) Frachtverkehrsgesellschaft. Der einzige Personenzug der Region ist der von Chicago zur Westküste verkehrende Empire Builder von Amtrak, der in Madison hält.
Der nächste Flughafen ist der Dane County Regional Airport in Madison (17,8 km südwestlich).

## Bevölkerung
Nach der Volkszählung im Jahr 2010 lebten in Sun Prairie 29.364 Menschen in 11.636 Haushalten. Die Bevölkerungsdichte betrug 925,4 Einwohner pro Quadratkilometer. In den 11.636 Haushalten lebten statistisch je 2,51 Personen.
Ethnisch betrachtet setzte sich die Bevölkerung zusammen aus 85,4 Prozent Weißen, 6,1 Prozent Afroamerikanern, 0,3 Prozent amerikanischen Ureinwohnern, 3,7 Prozent Asiaten sowie 1,4 Prozent aus anderen ethnischen Gruppen; 3,0 Prozent stammten von zwei oder mehr Ethnien ab. Unabhängig von der ethnischen Zugehörigkeit waren 4,3 Prozent der Bevölkerung spanischer oder lateinamerikanischer Abstammung.
27,9 Prozent der Bevölkerung waren unter 18 Jahre alt, 63,2 Prozent waren zwischen 18 und 64 und 8,9 Prozent waren 65 Jahre oder älter. 51,5 Prozent der Bevölkerung war weiblich.
Das mittlere jährliche Einkommen eines Haushalts lag bei 66.395 USD. Das Pro-Kopf-Einkommen betrug 32.091 USD. 7,8 Prozent der Einwohner lebten unterhalb der Armutsgrenze.

## Persönlichkeiten
- William Emerson Bull (1909–1972), Hispanist und Hochschullehrer – geboren in Sun Prairie
- Will Butcher (* 1995), Eishockeyspieler – geboren in Sun Prairie
- Gary Hebl (* 1951), Rechtsanwalt und Abgeordneter der Wisconsin State Assembly – aufgewachsen in Sun Prairie
- Georgia O’Keeffe (1887–1986), Malerin – geboren und aufgewachsen in Sun Prairie
- Robert Rompre (1929–2010), Eishockeyspieler – gestorben in Sun Prairie